# Lee Chih-kai
Lee Chih-kai (xinès simplificat: 李智凯; xinès tradicional: 李智凱; Hanyu Pinyin: Lǐ Zhìkǎi; Tongyong Pinyin: Lǐ Jhìhkǎi; Wade–Giles: Li3 Chih4k'ai3; Yilan, 3 d'abril de 1996) és un gimnasta artístic taiwanès. Va ser medallista de plata olímpic de 2020 al cavall amb arcs i es va convertir en el primer gimnasta que representava el Taipei xinès a guanyar una medalla olímpica. És el medallista de plata mundial 2019 i el medallista de bronze mundial 2018 al cavall amb arcs. És el campió del cavall amb arcs dels Jocs Asiàtics del 2018 i el campió asiàtic del 2019. És tres vegades (2017, 2019 i 2021) campió de cavalls amb arcs de les Universiades d'estiu.

## Primers any
Lee va néixer a Yilan el 1996 i va començar a entrenar en gimnàstica als sis anys unint-se a l'equip de gimnàstica de la seva escola primària.

## Carrera

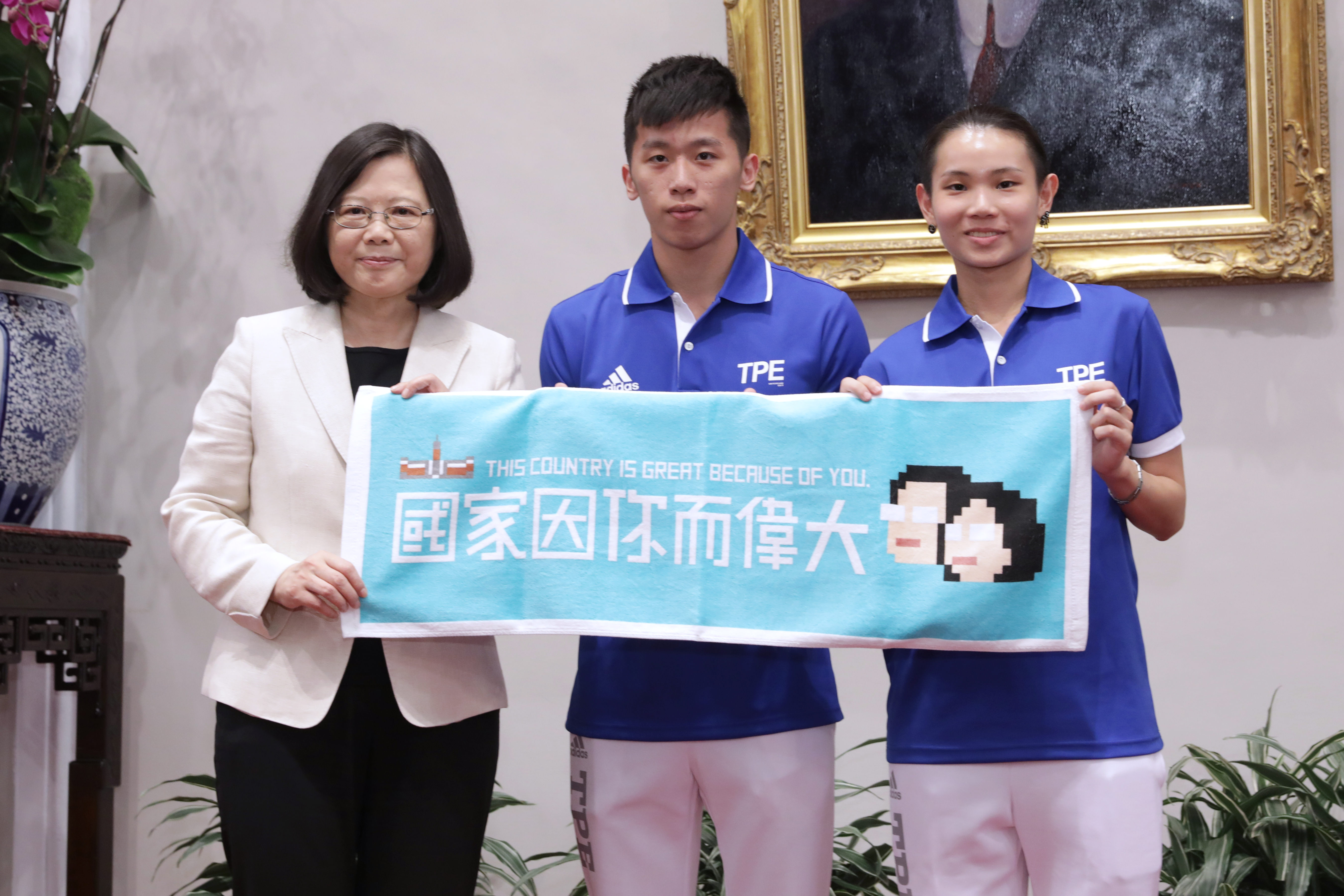
Lee (al centre) amb la presidenta Tsai Ing-wen i el seu company també medallista olímpic Tai Tzu-ying

### 2014
Lee va competir al Campionat Pacific Rim i va ajudar l'equip de Xina Taipei a acabar sisè. Individualment, va acabar 13è a l'exercici complet i quart al salt. Després va representar Xina Taipei als Jocs Asiàtics de 2014, on l'equip va acabar sisè. Individualment, va acabar sisè a la final de l'exercici complet. A les finals d'aparells, va acabar vuitè a l'exercici de terra i cinquè al salt. Després va competir al Campionat del Món de Nanning, on l'equip de Taipei Xinès va acabar 24è.

### 2015
Lee va representar Xina Taipei a la Universiada d'estiu de 2015 i va ajudar a l'equip a acabar novè. Després, al Campionat del Món de Glasgow, va ajudar a l'equip de Taipei Xinès a acabar 23è. Individualment, Lee va acabar 42è a l'exercici complet i es va classificar per a la prova olímpica de 2016.

### 2016
A l'abril, Lee va competir a l'esdeveniment de proves olímpiques on va acabar 47è en la prova general i es va classificar com a individual per als Jocs Olímpics de 2016. Un mes abans dels Jocs Olímpics, Lee es va trencar el peu i es va trencar els lligaments del turmell, per la qual cosa només va competir amb el cavall amb arcs a Rio. Va acabar 31è amb el cavall d'armes a la ronda de classificació i no va passar a la final. Això va marcar el resultat individual més alt de Xina Taipei als Jocs Olímpics en gimnàstica.

### 2017
Lee va ser seleccionat per representar el Taipei Xinès a la Universiada d'estiu de 2017 juntament amb Chen Jin-ling, Hsu Ping-chien, Tang Chia-hung i Yu Chao-wei, i van acabar cinquens a la competició per equips. Individualment, Lee es va classificar per a la final de l'exercici complet on va acabar setè amb una puntuació total de 82.600. Després, a la final de cavalls amb arcs, va guanyar la medalla d'or amb una puntuació de 15.300.

### 2018
Lee va competir al Campionat Pacific Rim i va guanyar la medalla de bronze a l'exercici de terra darrere dels estatunidencs Akash Modi i Sam Mikulak. Després, a la final de cavalls amb armes, va guanyar la medalla de plata darrere del nord-americà Marvin Kimble. Va guanyar la medalla d'or al salt amb una puntuació mitjana de 14.450. Després, a la Copa del Món de Melbourne, va guanyar les medalles de plata al cavall amb arcs darrere de Nariman Kurbanov i al salt darrere de Christopher Remkes. Després, a la Copa del Món de Doha, va guanyar la medalla de plata al cavall amb arcs darrere de Zou Jingyuan. Va guanyar el seu primer títol de la Copa del Món de la FIG guanyant el títol de cavall d'armes a l'Osijek World Challenge Cup.
Lee va ser seleccionat per representar Xina Taipei als Jocs Asiàtics de 2018 juntament amb Chen Chih-yu, Shiao Yu-jan, Tang Chia-hung i Yu Chao-wei, i van acabar quarts a la competició per equips. Lee va acabar cinquè en l'exercici complet amb una puntuació total de 81.900. A les finals d'aparells, va acabar cinquè a terra i sisè a paral·leles, i va guanyar la medalla d'or al cavall amb arcs. Al Campionat del Món, l'equip de Xina Taipei va acabar 17è a la ronda de classificació. Lee va acabar vuitè en el cavall amb arcs i es va classificar per a la final amb una puntuació de 13.700. Després va guanyar la medalla de bronze a la final darrere de Xiao Ruoteng i Max Whitlock. Aquesta va ser només la segona medalla que Xina Taipei va guanyar als Campionats Mundials de Gimnàstica Artística i la primera des que Chang Feng-chih va guanyar la medalla de plata al salt el 1993. Després del Campionat del Món, va guanyar la medalla d'or al cavall amb arcs a la Copa del Món de Cottbus.

### 2019
Lee va guanyar les medalles d'or amb el cavall amb arcs a la Copa del Món de Melbourne i a la Copa del Món de Doha. Després va competir al campionat asiàtic on l'equip de Xina Taipei va guanyar la medalla de bronze darrere de la Xina i el Japó. Individualment, Lee va guanyar la medalla d'or en el conjunt. A les finals d'aparells, va acabar cinquè a terra i sisè a cavall amb arcs. Després va representar Xina Taipei a la Universiada d'estiu de 2019 juntament amb Hsu Ping-chien i Tang Chia-hung, i van guanyar la medalla de plata per equips darrere del Japó. Lee va guanyar la medalla de bronze en l'exercici complet darrere de Kazuma Kaya i Ivan Stretovich. Va defensar el seu títol d'Universiada al cavall amb arcs amb una puntuació de 15.400, 0.700 per davant del medallista de plata. Va competir al Campionat del Món al costat de Hsu Ping-chien, Shiao Yu-jan, Tang Chia-hung i Yu Chao-wei. L'equip va acabar vuitè a la ronda de classificació i va classificar un equip per als Jocs Olímpics de 2020. També es van classificar per a la final per equips on van quedar sisè. Lee va acabar 12è a la final amb una puntuació total de 83.798. Va guanyar la medalla de plata a la final de cavalls amb arcs darrere de Max Whitlock.

### 2020
Lee va acabar vuitè en el conjunt de la Copa Americana. Tenia previst competir a la Copa del Món de Tòquio que tindria lloc el 4 d'abril. Tanmateix, la Copa del Món de Tòquio es va cancel·lar més tard a causa del brot de coronavirus al Japó.

### 2021

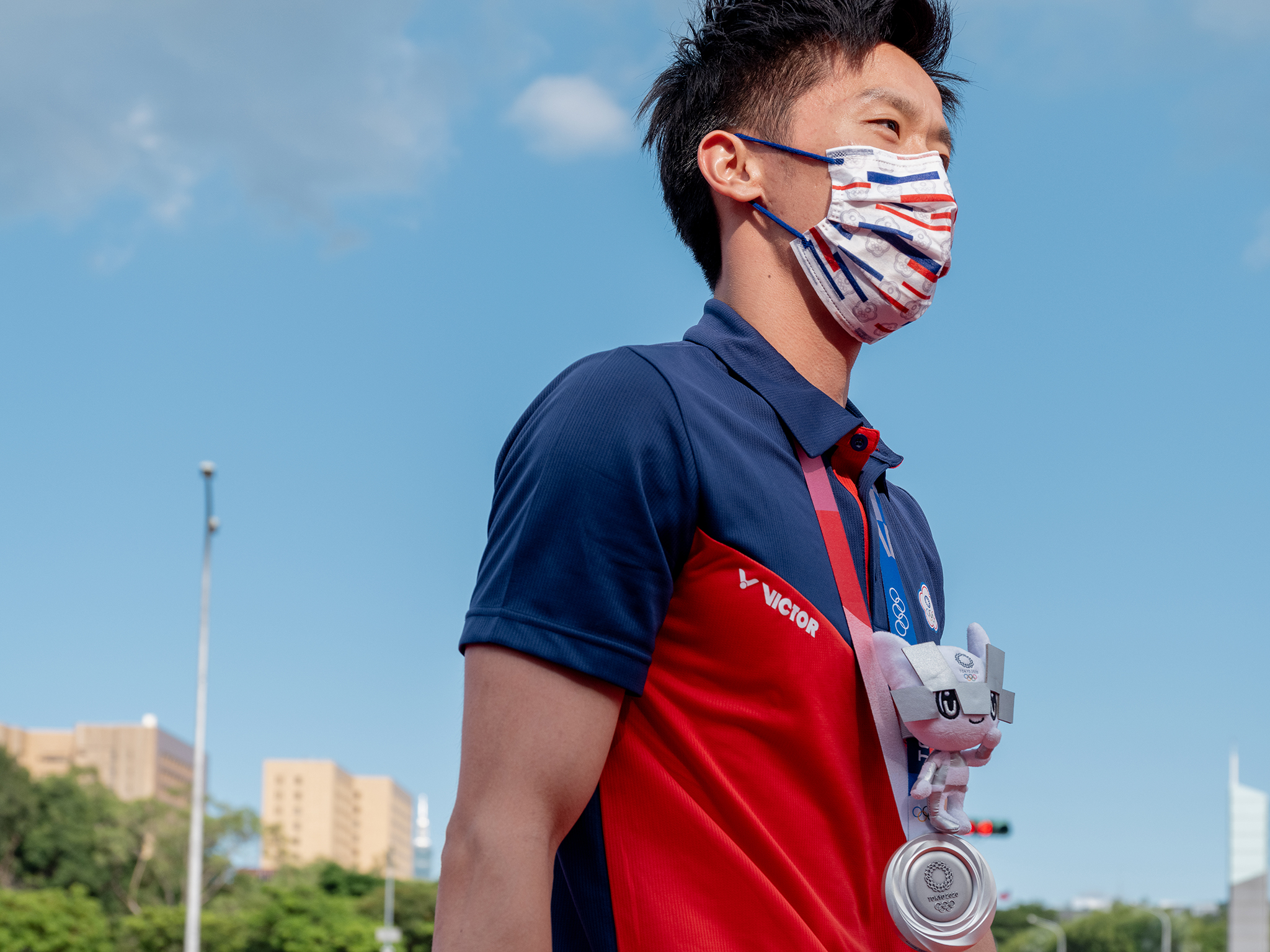
Lee amb la seva medalla de plata olímpica

Lee va ser seleccionat per representar Xina Taipei als Jocs Olímpics d'estiu de 2020 juntament amb Hung Yuan-hsi, Shiao Yu-jan i Tang Chia-hung. L'equip va acabar 10è a la fase de classificació, convertint-se en el segon reserva per a la final per equips. Lee es va classificar per a la final de l'exercici complet en el lloc 17 i per a la final de cavalls amb arcs amb la mateixa puntuació que Rhys McClenaghan i Kohei Kameyama però amb la millor puntuació d'execució de tots tres. A la final de l'exercici complet, va acabar 21è amb una puntuació total de 80.699. Després, a la final de cavalls amb arcs, Lee va guanyar la medalla de plata darrere del britànic Max Whitlock. Tot i que Lee va tenir la puntuació d'execució més alta a la final (8.700), la seva puntuació de dificultat era 0.300 inferior a la de Whitlock, i va acabar a 0.183 punts de Whitlock en general. Aquesta va ser la primera vegada que Xina Taipei guanyava una medalla olímpica en gimnàstica.

### 2022
Lee va competir al campionat asiàtic i va ajudar l'equip de Xina Taipei a guanyar la medalla de bronze darrere de la Xina i el Japó. Va acabar vuitè en l'exercici complet amb una puntuació total de 82.000, i va acabar quart a la final de cavalls amb armes. Es va retirar del Campionat del Món de 2022 després de ser nomenat a l'equip.

## Mitjans de comunicació
Lee va aparèixer en un documental de 2005 Jump! Boys que van seguir a Lee i als seus companys de gimnàstica de primària. Un documental de seguiment, Jump! Men, es va estrenar el 2017 i va resumir el viatge de Lee als Jocs Olímpics del 2016.